# 无奴派
无奴派，指主张中国历史没有经历过奴隶社会的学派，他们认为奴隶社会并非人类社会的必经阶段，中国历史上所有朝代都有奴隶但却都并非奴隶社会。无奴派认为“有奴派”的学者是“伪马克思主义”，是没有认真考证而将欧洲历史分期生搬硬套入中国历史。无奴派在中国大陆长期受到政府打压，因此普及度低。
在改革开放前，主张中国历史没有经历过奴隶社会的學者主要有陈独秀、黄现璠、胡厚宣、雷海宗、刘兴唐、李立中、王瑛、王斐荪等人，但无人形成规模及其学派，且他们大多都受到了政治上的打压乃至迫害、或者个别人最终被迫改变立场。黄现璠所撰的《我国民族历史没有奴隶社会的探讨》一文，被公认为改革开放新时期推出的第一篇主张“无奴隶社会”的论文，影响十分广泛；而黄现璠所著《中国历史没有奴隶社会》一书，被公认为20世纪中国学术界主张中华民族史“无奴隶社会”的第一部专著，从而被视为“无奴学派导师”。黄现璠认为，古希腊、古罗马式的奴隶社会是在农村公社瓦解后商品经济化的结果（实际上是人类历史进程中的特例而非常态），而中国商、周时期的农村公社并未瓦解，因此不具备成为奴隶社会的条件；夏、商两代属于领主制封建社会雏形，西周至春秋时期则属于典型的封建领主社会。从此，无奴学派正式形成。

## 观点
中华人民共和国官方长期认可“有奴派”，认为中国上古是奴隶社会。有奴派主要分为“西周封建论”、“战国封建论”、“魏晋封建论”三种说法（三论五说）。中国大陆官方教学上采用“战国封建论”，即把春秋战国之交称为奴隶社会与封建社会的分界线，这也是中国大陆学术界内外都长期盛行的主流观点。有奴派尤其是战国封建论者把分封制和井田制视为奴隶社会的证据，认为政治制度上的分封制与社会生产关系上的奴隶制还是封建制无直接关联，因此判定商周是分封制下的奴隶社会，秦汉以后则是中央集权的封建社会。
而无奴派代表人物，原青海师范大学校长张广志教授明确指出：“总的说来，新时期古史分期的讨论实不过建国后至文革前十七年那场讨论的延续、延伸，在理论上和方法上，并无大的进展、突破，因此，在经历了一段短暂的繁荣、热闹后，便渐渐沉寂下来。这种情况，再加上改革开放新时期的宽松学术环境，促使一部分学者决心从根子上重新认识、检讨中国古史分期问题，即中国历史上到底存在不存在一个奴隶社会发展阶段？如果它根本就不存在，还在那里争论中国的奴隶社会与封建社会间的分期、断限问题，岂不荒唐！新时期主张中国无奴隶社会发展阶段说的学者有黄现璠、张广志、胡钟达、沈长云、晁福林等。” 无奴派学者正是直接从社会生产关系视角出发，否定了夏商周是奴隶社会的观点。他们认为，有奴派学者把人祭人殉视为奴隶社会的证据，是错误的；商周时期的人祭人殉是以战俘为主体，战俘并未转化为奴隶就已被杀祭，这无法证明当时为奴隶社会。即便战俘并未被用于人牲人殉，“奠”则是商王处置战败或臣服的国族的一种方式，被奠者往往维持原先的组织形态不变，要在被奠之地为商王耕作、畜牧而提供赋税，有时还要外出执行军事方面的任务，这其实属于封建社会的生产剥削方式；诸如“奠”之类的处置方式，关系到早期中国如何处置战俘以及战俘为何没有大量转化为奴隶的问题，需要联系“柔远能迩”等中国古代政治观念进行理解。夏商周三代的社会生产主体是庶人（平民），其生产作物通过“贡”、“助”、“彻”赋税交于上，而不是奴隶制下的无偿掠夺；真正的奴隶只是占人口极少数的家庭奴婢、官府奴婢等，他们并没有取代庶民主体成为三代社会的主要劳动力。甲骨文中，从事工商业和农业生产的“众人”是自由民而并非奴隶。从殷墟墓葬结构来看，其中平民占商代人口的82%至87%，奴隶只占3%左右，首都地区尚且奴隶极少，下属方国只会更少；而古希腊在奴隶制的全盛时代，伊斋那两平方英里的面积内有47万奴隶，科林斯有46万奴隶却只有4万自由民，雅典则有40万奴隶而只有2万1千公民和1万外邦人，两者完全无可比性。判断一个社会是否为奴隶社会，要根据其社会生产主体是否为奴隶来判断，封建社会和早期资本主义社会中也有少量奴隶，但显然不是奴隶社会。古希腊、古罗马、腓尼基等古文明的发达的奴隶制经济依赖于把大量战俘集体转化为有商品价值的奴隶劳动力从而集中力度蓄奴，并有着发达的奴隶买卖市场；而中国以商朝的情况来看，当时零星而未能被吸纳的战俘缺乏商品价值，由于商朝并没有普遍的奴隶制，所以这些俘虏未被转化为商品化的奴隶劳动力，而是被作为祭祀时向祖先告捷的牺牲；而战争中的失败者若能被吸纳，则更多是被商王朝接纳为地方势力，成为“王化”之民；殷墟等地出现的大量人牲，不能作为中国存在奴隶社会的证据，反而可以说明当时没有形成奴隶社会。而牧野之战奴隶倒戈的说法同样是中国大陆的“殷商奴隶社会说”论者主观臆断出来的观点，凡是主张商朝不是奴隶社会的学者，无人赞成“奴隶倒戈”的说法。
商周时期的分封制在本质上与西欧中世纪、日本中古时期的分封制相同，这实为封建社会的基本特征之一。井田制本身缺乏足够史料，是否真正实行过尚有争议；但如果按古籍记载，井田制则把土地分为私田和公田，公田上产出的粮食被国家剥削，私田上产出的粮食归劳动者所有，这显然不属于奴隶制的剥削方法。有奴派还把铁犁牛耕和中央集权视为封建社会取代奴隶社会的特征。然而实际上，古代的奴隶制国家诸如古希腊、古罗马、腓尼基、迦太基、亚述帝国、赫梯帝国恰恰都是中央集权的铁器文明，而且古希腊和古罗马等文明的奴隶制经济反而都是在铁器得到推广以后、随着农村公社的瓦解才逐渐发展起来，日耳曼人毁灭罗马帝国以后，商品经济退化成自然经济，大量的奴隶和自耕农被迫转化为佃农和农奴，这个“封建化过程”甚至具有一定的倒退性因素在其中；欧洲的中世纪时期反而没有中央集权，且由于生产力和思想文化上缺乏进步性而被认为是“黑暗时代”。
“奴隶社会”和“封建社会”是卡尔·马克思在研究欧洲历史时采用的划分方法，但他从未声称该种划分法适用于全世界，中国、印度等东方国家被其视为“东方专制主义”、“亚细亚生产方式”。有奴派将该种划分法引入中国历史分期，但却没有考虑中国的实际国情，才产生了这样的错误。部分无奴派认为，中国从夏朝到清朝都属于广义上的“封建社会”，但先秦属于“封建领主社会”，秦以后属于“封建地主社会”或者“官僚社会”。从三代到秦汉，奴隶制经历的是一个由小到大、由微到著的向上发展过程，而不是它的渐趋衰亡、残存。商代金文中只见赏赐货币而不见赏赐人口，而西周金文中大量赏赐和买卖人口的现象就表明其奴隶制经济有了进一步的发展，例如著名的西周的曶鼎就记载五个奴隶的价格只等于一匹马加一束丝，《周礼·地官·司徒·司市/掌节》记载“质人掌成市之货贿、人民、牛马、兵器、车辇、珍异。凡卖儥者质剂焉，大市以质，小市以剂。”，这里用于和牛马一起在市场买卖的“人民”就是奴隶。而到了秦汉时期，由于商周的农村公社已经瓦解，大量个体从公社中被剥离出来沦为债务奴隶，秦简和汉简中的有产之家都大量蓄奴，奴隶制经济其实比商周时期要更为发达，秦汉的中央集权和商品经济促进了奴隶制的发展，虽然仍然不是典型的奴隶社会。例如魏晋封建论的代表人物何兹全说：“我认为战国秦汉时期，是中国历史上奴隶数量最多的时期，也是在社会经济生活中起作用最大的时期……汉代的奴隶总数约为四百五十万人，或六百五十万人大右。这个估计，可能差不多。这个四百五十万到六百五十万奴隶比起五千多万的编户齐民来是少多了。”也有一些学者认为秦汉时期的奴隶数量和占比可能要更高一些。魏晋南北朝时期经济的商品化程度和集权程度相对于秦汉时期倒退，使得秦汉时期大量的奴隶和自耕农转化为佃农和农奴，私人租佃关系和国家主义主导下的“屯田制”都得到充分发展，这个“封建化过程”则与西欧中世纪的封建化过程较为接近。无奴学派的很多学者本身就是受了魏晋封建论的观点的启发而发展出了自身的观点，他们认为即使是奴隶数量最多的秦汉时期也无法强行定义成奴隶社会，自然中国历史上就没有奴隶社会了。
朱凤瀚在《从生产方式看商周社会形态》中认为，西周是典型的类似于欧洲中世纪的封建社会，而商朝很显然并不是奴隶社会，但商朝是否为封建社会仍需存疑。晁福林则认为夏朝和商朝为氏族封建社会，西周至春秋时期为宗法封建社会，战国以后为封建地主社会。张广志认为三代至春秋時期是村社封建社会。日本学者岛邦男在《殷墟卜辞研究》的《侯伯子》篇中也论证了中国历史上并未有过奴隶社会，而是直接从原始社会进入了采邑经济的封建社会。而沈长云则认为三代社会是以“族长役使制”为基础的部民社会，并不是以农奴制为基础的封建领主社会，提出“我们似亦不好把商周时期众人、庶人在公田上的劳作与农奴劳动等同起来。从实际情况看，商周时期众人、庶人的劳动尽管带有被剥削的性质，但仍是作为公社成员在祭祀共同祖先的名义下在公田上进行的，尚不能说已发展成了农奴性质的劳动。并且其时真正的土地私有制亦未产生，因而把平民在公田上提供的徭役劳动解释成所谓的劳动地租，亦是说不过去的。”胡钟达则认为，“奴隶社会”、“封建社会”和“东方社会”（亚细亚生产方式）都是广义上的封建社会，所谓“奴隶社会”中的奴隶并不多，封建社会中的奴隶也不少，奴隶制与农奴制长期并存，是自然经济占主导地位的农业社会的常态。把古代社会划分为奴隶社会和封建社会的阶段本身就是不合理的。

## 推广
从整个世界历史来看，奴隶社会主要产生在地中海文明区，该区域内商业发达，民族的种类很多且各民族的人口数量差距不大，一旦形成一个民族对另外一个或者几个民族的彻底征服，就易形成大规模的奴隶制。但在东方，不仅中国没有过奴隶社会，印度、日本等国也同样没有。在印度的吠陀时代，即使是地位最低的首陀罗，也仅仅只不过是宗教上的“不可再生族”，他们大多是有人身自由的低贱劳动者。
美国宾西法尼亚狄根森大学人类学教授希尔，对费孝通于凉山彝族古代社会性质研究中主张“有奴论”的置疑。希尔认为“20世纪50年代集体化改革之前小凉山奴隶制度特有的社会经济进程表明，诺苏社会曾是个拥有奴隶的社会，但它并不是奴隶社会”。
日本现代研究中国甲骨学名家岛邦男，于遗稿中直言不讳地否定了郭沫若的“殷代奴隶社会说”，同样不可忽视。他于遗稿《殷代非奴隶社会一证》中运用甲骨学博识，从甲骨卜辞中出现的“农业、畜牧、祭祀”等文字和记事的论证中，逐一反驳了郭沫若主张殷代“众”字为“奴隶”以及殷代为奴隶社会的论点，提出了殷代非奴隶社会的可信一证。在日本的邪马台国时期和古坟时代，有一定数量的“生口（奴隶）”，但他们也不是社会生产主体甚至仅作为殉葬品，当时的主要劳动力是提供赋税的“下户”。日本古代实际上是类似于中国商周时期的部民社会形态。
而古埃及和古代两河文明亦同样没有经历过奴隶社会阶段。古埃及的奴隶制极不发达，从事农业生产的和修建金字塔的均为农民，奴隶从未超过人口的百分之十。苏美尔人的奴隶主要为家庭奴隶，从事织布、印刷、搬运和在磨坊工作等，苏美尔城邦的农业生产和工商业生产的主体均为自由民；而在苏美尔早王朝时期（例如吉尔伽美什时期）则还停留在类似于希腊荷马时代的英雄时代，更类似于阶级社会之初的部民社会。巴比伦第一王朝到巴比伦第四王朝虽然有一定数量的奴隶在富有的家庭中从事社会生产，但在全国人口中的占比较低；新巴比伦时代奴隶制商品经济得到进一步的发展，但仍然达不到主导地位。波斯帝国的奴隶主要仅限于债务奴隶，在全国范围内的数量和人口占比远不能和古典时代的古希腊、古罗马、腓尼基、迦太基等文明相提并论，且居鲁士圆柱铭文记载主动释放了大量奴隶。
此外，亦有学者认为，如若夏商周都并非奴隶社会，并不等于中国同时期其他区域或其他历史时期都没有过奴隶社会。2015年，学者何驽结合考古资料，指出虽然三代并非奴隶社会，但龙山文化时期的石峁集团则是一个大规模买卖奴隶的商品化奴隶制国家。在中国历史是否经历过奴隶社会阶段这一问题上，其基本语境主要是围绕夏商周三代的中原王朝展开的，但亦有学者着眼于中国境内其他民族（如彝族）的奴隶制，试图说明中国在古代乃至现代均有奴隶社会存在。

## 代表人物
- 黄现璠
- 张广志
- 胡钟达
- 沈长云
- 晁福林
- 袁腾飞
- 何炳棣